# Anyue
Anyue (en chino, 安岳; pinyin, Ānyuè) es un condado bajo la administración directa de la ciudad-prefectura de Ziyang. Se ubica en la provincia de Sichuan, centro-sur de la República Popular China. Su área es de 2689 km² y su población total para 2010 superó el 1,14 millón de habitantes.

## Administración
Desde octubre de 2022, el  Condado Anyue se divide en 46 pueblos que se administran en 2 subdistritos, 32   poblados y 12 villas.

## Toponimia
El topónimo Anyue significa 'montaña segura'. Cuando se estableció el condado en el año 575, la capital estaba situada en la montaña Tiefeng (铁锋山), que estaba rodeada de un terreno escarpado y era fácil de defender. El nombre "Anyue" se tomó del significado de "vivir seguro en la montaña" (安居于山岳 Ānjū yú shānYuè) .